# Saiko (See)
Der Saiko (jap. 西湖, deutsch: „Westsee“) ist einer der fünf Fuji-Seen in der Präfektur Yamanashi in Japan.
Er ist mit dem Shōji-See und dem Motosu-See durch unterirdische Wasserläufe verbunden, sodass der Spiegel aller drei Seen auf der gleichen Höhe von 901 m liegt.
Der Saiko hat eine Fläche von 2,10 km² bei einer maximalen Tiefe von 71,7 m und einer mittleren Tiefe von 8,2 m. Er liegt innerhalb des Fuji-Hakone-Izu-Nationalparks.

## Fauna
Im Saiko finden sich zahlreiche eingeführte Arten wie der Blaue Sonnenbarsch und der Europäische Aal. Der Kunimasu (Oncorhynchus kawamurae) ist, nachdem er aufgrund von Wasserverschmutzung gegen 1948 in seinem Ursprungsgebiet des Tazawa-Sees ausstarb, nur noch im Saiko verbreitet.